# Syncalus
Syncalus is een geslacht van kevers uit de familie somberkevers (Zopheridae).

## Soorten
Deze lijst is mogelijk niet compleet.
| - S. explanatus - S. hystirx - S. oblongus - S. solidus |